# 東経21度線
東経21度線（とうけい21どせん）は、本初子午線面から東へ21度の角度を成す経線である。
北極点から北極海、大西洋、ヨーロッパ、地中海、アフリカ、インド洋、南極海、南極大陸を通過して南極点までを結ぶ。
東経21度線は、西経159度線と共に大円を形成する。
ナミビアとボツワナの国境の一部は東経21度線である。

## 通過する地域一覧
東経21度線は、北極点から南極点まで南に向かって以下の場所を通っている。
| 地理座標                                             | 国土・領土・領海               | 備考 |
| ---------------------------------------------------- | ------------------------------ | --- |
| 北緯90度0分 東経21度0分 / 北緯90.000度 東経21.000度  | 北極海                         | |
| 北緯80度43分 東経21度0分 / 北緯80.717度 東経21.000度 | ノルウェー                     | Tavleøya島（スヴァールバル諸島） |
| 北緯80度42分 東経21度0分 / 北緯80.700度 東経21.000度 | 北極海                         | |
| 北緯80度13分 東経21度0分 / 北緯80.217度 東経21.000度 | ノルウェー                     | 北東島（スヴァールバル諸島） |
| 北緯79度21分 東経21度0分 / 北緯79.350度 東経21.000度 | バレンツ海                     | |
| 北緯79度2分 東経21度0分 / 北緯79.033度 東経21.000度  | ノルウェー                     | バスティアン島（英語版）、スピッツベルゲン島、バレンツ島、エッジ島（スヴァールバル諸島）                                                 |
| 北緯78度2分 東経21度0分 / 北緯78.033度 東経21.000度  | バレンツ海                     | |
| 北緯77度35分 東経21度0分 / 北緯77.583度 東経21.000度 | ノルウェー                     | エッジ島（スヴァールバル諸島） |
| 北緯77度27分 東経21度0分 / 北緯77.450度 東経21.000度 | バレンツ海                     | |
| 北緯73度24分 東経21度0分 / 北緯73.400度 東経21.000度 | 大西洋                         | ノルウェー海 |
| 北緯70度3分 東経21度0分 / 北緯70.050度 東経21.000度  | ノルウェー                     | Skjervøya島、Kågen島、本土 |
| 北緯69度3分 東経21度0分 / 北緯69.050度 東経21.000度  | フィンランド                   | |
| 北緯68度53分 東経21度0分 / 北緯68.883度 東経21.000度 | スウェーデン                   | |
| 北緯64度9分 東経21度0分 / 北緯64.150度 東経21.000度  | バルト海                       | ボスニア湾 · - ホルモン諸島（英語版）（ スウェーデン）のすぐ東を通過 · - レプロット島（英語版）および本土（ フィンランド）のすぐ西を通過 |
| 北緯60度39分 東経21度0分 / 北緯60.650度 東経21.000度 | オーランド諸島                 | 多数の島 |
| 北緯59度55分 東経21度0分 / 北緯59.917度 東経21.000度 | バルト海                       | |
| 北緯56度30分 東経21度0分 / 北緯56.500度 東経21.000度 | ラトビア                       | |
| 北緯56度12分 東経21度0分 / 北緯56.200度 東経21.000度 | バルト海                       | |
| 北緯55度20分 東経21度0分 / 北緯55.333度 東経21.000度 | リトアニア                     | クルシュー砂州 |
| 北緯55度17分 東経21度0分 / 北緯55.283度 東経21.000度 | クルシュー・ラグーン（英語版） | |
| 北緯54度54分 東経21度0分 / 北緯54.900度 東経21.000度 | ロシア                         | カリーニングラード州（飛地） |
| 北緯54度21分 東経21度0分 / 北緯54.350度 東経21.000度 | ポーランド                     | ワルシャワを通過 |
| 北緯49度20分 東経21度0分 / 北緯49.333度 東経21.000度 | スロバキア                     | |
| 北緯48度31分 東経21度0分 / 北緯48.517度 東経21.000度 | ハンガリー                     | |
| 北緯46度16分 東経21度0分 / 北緯46.267度 東経21.000度 | ルーマニア                     | |
| 北緯45度21分 東経21度0分 / 北緯45.350度 東経21.000度 | セルビア                       | |
| 北緯43度7分 東経21度0分 / 北緯43.117度 東経21.000度  | コソボ                         | コソボは一部の国だけから承認されている。コソボを承認していない国からは、 セルビアの一部として取り扱われている。                          |
| 北緯42度8分 東経21度0分 / 北緯42.133度 東経21.000度  | 北マケドニア                   | |
| 北緯41度1分 東経21度0分 / 北緯41.017度 東経21.000度  | プレスパ湖                     | |
| 北緯40度49分 東経21度0分 / 北緯40.817度 東経21.000度 | ギリシャ                       | 約8km |
| 北緯40度44分 東経21度0分 / 北緯40.733度 東経21.000度 | アルバニア                     | |
| 北緯40度32分 東経21度0分 / 北緯40.533度 東経21.000度 | ギリシャ                       | |
| 北緯38度38分 東経21度0分 / 北緯38.633度 東経21.000度 | 地中海                         | イオニア海 - ザキントス島のすぐ東を通過                                                                                                  |
| 北緯37度16分 東経21度0分 / 北緯37.267度 東経21.000度 | ギリシャ                       | ストロファデス島（英語版） |
| 北緯37度15分 東経21度0分 / 北緯37.250度 東経21.000度 | 地中海                         | |
| 北緯32度44分 東経21度0分 / 北緯32.733度 東経21.000度 | リビア                         | |
| 北緯21度3分 東経21度0分 / 北緯21.050度 東経21.000度  | チャド                         | |
| 北緯9度44分 東経21度0分 / 北緯9.733度 東経21.000度   | 中央アフリカ                   | |
| 北緯4度25分 東経21度0分 / 北緯4.417度 東経21.000度   | コンゴ民主共和国               | |
| 南緯7度17分 東経21度0分 / 南緯7.283度 東経21.000度   | アンゴラ                       | |
| 南緯17度57分 東経21度0分 / 南緯17.950度 東経21.000度 | ナミビア                       | |
| 南緯18度19分 東経21度0分 / 南緯18.317度 東経21.000度 | ナミビアと ボツワナの国境      | |
| 南緯22度0分 東経21度0分 / 南緯22.000度 東経21.000度  | ボツワナ                       | |
| 南緯26度50分 東経21度0分 / 南緯26.833度 東経21.000度 | 南アフリカ共和国               | 北ケープ州 西ケープ州 |
| 南緯34度22分 東経21度0分 / 南緯34.367度 東経21.000度 | インド洋                       | |
| 南緯60度0分 東経21度0分 / 南緯60.000度 東経21.000度  | 南極海                         | |
| 南緯69度59分 東経21度0分 / 南緯69.983度 東経21.000度 | 南極大陸                       | ドローニング・モード・ランド（ ノルウェーが領有権を主張）                                                                                |